# True Love Ways
"True Love Ways" es una canción compuesta por Norman Petty y Buddy Holly. La versión original de Buddy Holly fue grabada con la Dick Jacobs Orchestra en octubre de 1958, cuatro meses antes de su muerte. Fue incluida en el álbum póstumo The Buddy Holly Story, Vol. 2, publicado en marzo de 1960. En mayo se lanzó el sencillo en el Reino Unido, alcanzando el puesto número 25 en la lista de éxitos UK Singles Chart. En 1988, fue reeditado, permaneciendo cinco semanas en las listas británicas y alcanzando el puesto 65.
En 1965, Peter and Gordon publicaron una versión del tema que se convirtió en un éxito internacional, alcanzando el número 2 en el Reino Unido, el 14 en la lista Billboard Hot 100 de Estados Unidos y el Top 10 en numerosos países.
Otras versiones de notable repercusión fueron la Mickey Gilley en 1980, que alzanzó el número 1 en la lista estadounidense Billboard Hot Country Singles y la de Cliff Richard de 1983 que entró en el Top 10 de varios países.

## Historia
La canción fue grabada por Buddy Holly durante su última sesión de grabación antes de su fallecimiento el 3 de febrero de 1959. La sesión tuvo lugar en los estudios de grabación ubicados en el edificio Pythian Temple de Nueva York el 21 de octubre de 1958 donde también se registraron los temas "It Doesn't Matter Anymore", "Raining in My Heart" y "Moondreams".
En la versión extendida de la canción, durante los primeros segundos se puede escuchar a Holly preparándose para cantar. El audio comienza con la frase "Yeah, we're rolling" (Sí, estamos rodando), el pianista y el saxofonista dan algunas notas, Holly musita "Okay", aclara su garganta y el productor exclama dirigiéndose a la sala "Quiet, boys!" (Silencio, chicos) y a continuación se dirige al pianista "Pitch, Ernie" (tono, Ernie).
El biógrafo de Buddy Holly, Bill Griggs señala que la melodía se inspira en gran medida en la canción gospel "I'll Be All Right", una de las favoritas de Holly y que se tocaría en su funeral en 1959. Según Griggs, el marco de la melodía fue escrito por Buddy, con el resto y la letra agregada por Petty.
La viuda de Holly, Maria Elena Holly, afirmó que la canción fue escrita para ella como regalo de bodas.

### Personal
- Al Caiola – guitarra
- Sanford Block – bajo
- Ernie Hayes – piano
- Doris Johnson – harpa
- Abraham Richman – saxofón
- Clifford Leeman – batería
- Sylvan Shulman, Leo Kruczek, Leonard Posner, Irving Spice, Ray Free, Herbert Bourne, Julius Held y Paul Winter – violines
- David Schwartz, Howard Kay – violas
- Maurice Brown, Maurice Bialkin – cellos

## Versiones
El dúo británico, Peter and Gordon, publicaron una versión del tema en 1965. El sencillo alcanzó el puesto número 2 de la lista UK Singles Chart y el puesto 14 de la lista estadounidense Billboard Hot 100 en junio de 1965 durante la llamada British Invasion, siendo la única versión de la canción en entrar en las listas de éxitos de Estados Unidos. La revista Cash Box publicó sobre la versión que es "una lectura bonita, lírica y llena de emociones de la vieja canción escrita por Buddy Holly".
El cantante de música Country, Mickey Gilley, lanzó una exitosa versión en 1980 que alcanzó el número 1 de la lista Billboard Hot Country Singles en julio de ese mismo año.
El cantante británico Cliff Richard publicó su versión como primer sencillo de su álbum Dressed for the Occasion en abril de 1983. La grabación se realizó en vivo en el Royal Albert Hall en 1982 con la Orquesta Filarmónica de Londres. La versión de Richard alcanzó el puesto número 8 de la lista británica UK Singles Chart, siendo además un éxito en numerosos países.
Vi Petty, esposa del coautor de la canción, Norman Petty, realizó la primera grabación de la canción en junio de 1958, que fue publicada como disco promocional. El cantante Dick Rivers, grabó una adaptación en francés bajo el título de "Ne pleure pas" en 1965) que alcanzó el puesto número 19 de las listas de éxitos bélgas y el 43 de las francesas. David Essex y Catherine Zeta-Jones grabaron un dueto publicado en el álbum de 1994 de Essex, Back to Back. El sencillo alcanzó el número 38 de las listas británicas. Ricky Nelson grabó una versión en 1985, cinco días antes de fallecer en un accidente de aviación.